# Dirichlet-féle L-függvény
A matematikában a Dirichlet-féle L-sor egy
{\displaystyle L(s,\chi )=\sum _{n=1}^{\infty }{\frac {\chi (n)}{n^{s}}}.}
alakú függvény, ahol χ egy Dirichlet-karakter, és  s komplex szám, aminek valós része nagyobb, mint 1. Analitikus folytatással ez a függvény kiterjeszthető a teljes komplex síkon meromorf függvénnyé. Ez a Dirichlet-féle L-függvény. Jelölése L(s, χ).
Ezeket a függvényeket Dirichlet után nevezték el, aki egy 1837-es cikkében vezette be őket, hogy bebizonyítsa a számtani sorozatokban előforduló prímekről szóló tételt, amit szintén róla neveztek el. A bizonyításban belátja, hogy L(s, χ) s = 1-ben nem nulla. Sőt, ha χ principális, akkor s = 1-ben elsőrendű pólusa van.

## Gyökök
Ha a χ primitív karakter értéke χ(−1) = 1, akkor L(s,χ)-nek gyökei a páros negatív egészek, és nincs más negatív valós részű gyöke.
Ha a χ primitív karakter értéke χ(−1) =  −1, akkor L(s,χ)-nek gyökei a páratlan negatív egészek, és nincs más negatív valós részű gyöke.
A Riemann-féle zéta-függvényhez hasonlóan nincsenek gyökök a Re(s) = 1 tartományon és azon túl. Például, ha χ a q modulus nem valós karaktere, akkor ha
{\displaystyle \beta <1-{\frac {c}{\log {\big (}q(2+|\gamma |){\big )}}}\ }
akkor  β + iγ egy nem valós komplex gyök.
Ahogy a Riemann-féle zéta-függvényhez tartozik a Riemann-hipotézis, úgy a Dirichlet-féle L-függvény az általánosított Riemann-hipotézisnek engedelmeskedik. 

## Euler-szorzat
Mivel a χ egy Dirichlet-karakter, azért χ teljesen multiplikatív, és L-függvénye felírható az abszolút konvergencia félsíkján Euler-szorzatként:
{\displaystyle L(s,\chi )=\prod _{p}\left(1-\chi (p)p^{-s}\right)^{-1}{\text{ for }}{\text{Re}}(s)>1,}
ahol a szorzat befutja az összes prímet.

## Függvényegyenlet
Tegyük fel, hogy χ a k modulus primitív karaktere. Definiáljuk a következőket:
{\displaystyle \Lambda (s,\chi )=\left({\frac {\pi }{k}}\right)^{-(s+a)/2}\Gamma \left({\frac {s+a}{2}}\right)L(s,\chi ),}
ahol Γ a gamma-függvény és az a-t meghatározza az
{\displaystyle a={\begin{cases}0;&{\mbox{ha }}\chi (-1)=1,\\1;&{\mbox{ha }}\chi (-1)=-1,\end{cases}}}
egyenlet. Ekkor teljesül a következő függvényegyenlet:
{\displaystyle \Lambda (1-s,{\overline {\chi }})={\frac {i^{a}k^{1/2}}{\tau (\chi )}}\Lambda (s,\chi ).}
Itt τ(χ)a Gauss-összeg
{\displaystyle \sum _{n=1}^{k}\chi (n)\exp(2\pi in/k).}
Jegyezzük meg, hogy |τ(χ)| = k1/2.

## Kapcsolat a Hurwitz-féle zéta-függvénnyel
A Dirichlet-féle L-függvények felírhatók Hurwitz-féle zéta-függvények lineáris kombinációiként a racionális helyeken.
Rögzítve a k ≥ 1 egészet, a modulo k karakterek Dirichlet-féle L-függvényei felírhatók  ζ(s,q) konstans együtthatós lineáris kombinációjaként, ahol q = m/k és m = 1, 2, ..., k. Eszerint racionális helyekre a Hurwitz-féle zéta-függvény analitikus tulajdonságai kapcsolatban állnak a Dirichlet-féle L-függvényekkel.
Speciálisan, legyen χ egy modulo k karakter. Ekkor Dirichlet-féle L-függvénye:
{\displaystyle L(s,\chi )=\sum _{n=1}^{\infty }{\frac {\chi (n)}{n^{s}}}={\frac {1}{k^{s}}}\sum _{m=1}^{k}\chi (m)\;\zeta \left(s,{\frac {m}{k}}\right).}
Továbbá egy triviális karakter Dirichlet-féle L-függvénye a (ekkor a k modulus prím) a Riemann-féle zéta-függvény:
{\displaystyle \zeta (s)={\frac {1}{k^{s}}}\sum _{m=1}^{k}\zeta \left(s,{\frac {m}{k}}\right).}

## Fordítás
- Ez a szócikk részben vagy egészben  a   Dirichlet L-function című angol Wikipédia-szócikk fordításán alapul.  Az eredeti cikk szerkesztőit annak laptörténete sorolja fel. Ez a jelzés csupán a megfogalmazás eredetét és a szerzői jogokat jelzi, nem szolgál a cikkben szereplő információk forrásmegjelöléseként.